# Guillermo Gaviria Zapata
Guillermo Gaviria Zapata (Remedios, 18 de marzo de 1948) es un contador y político colombiano. 
Es miembro del Partido Liberal y ha sido elegido por elección popular para integrar el Senado y la Cámara de Representantes de Colombia.
En 2008 es capturado dentro del proceso conocido como parapolítica por sus presuntos vínculos con grupos armados ilegales de extrema derecha. El 19 de agosto de 2008 Zapata renunció a su escaño y de esta forma su proceso pasó a ser evaluado por la justicia ordinaria. El 16 de marzo de 2009 fue absuelto de todos los cargos por los cuales estuvo detenido por casi un año.

## Carrera profesional
Gaviria Zapata fue concejal de los municipios de Segovia y Remedios como diputado de Antioquia. Proveniente de una familia humilde, estudió contaduría en la Universidad de Medellín, donde se vinculó al MRL, movimiento disidente del Partido Liberal.[cita requerida]
A nombre del MRL, y posteriormente del Partido Liberal (tras el regreso del MRL al seno del partido) fue concejal de Remedios y Segovia, diputado a la asamblea de Antioquia y representante a la Cámara en varias oportunidades, llegando a ser su presidente entre 2001 y 2002. En 2002 y 2006 es elegido senador de la república.[cita requerida]

## Congresista de Colombia
En las elecciones legislativas de Colombia de 2002, Gaviria Zapata fue elegido senador de la república de Colombia con un total de 72.487 votos. Posteriormente en las elecciones legislativas de Colombia de 2006, Gaviria Zapata fue reelecto senador con un total de 43.470 votos.
En las elecciones legislativas de Colombia de 1998, Gaviria Zapata fue elegido miembro de la Cámara de Representantes de Colombia con un total de 31.453 votos.

### Iniciativas
El legado legislativo de Guillermo Gaviria Zapata se identificó por su participación en las siguientes iniciativas desde el congreso:

- Establecer las bases jurídicas y el cuadro normativo para la organización y funcionamiento del Sistema Nacional de Inteligencia (Aprobado).[6]
- Desarrollar el artículo 290 de la Constitución Política de 1991, estableciendo un procedimiento expedito para el examen periódico de los límites de las entidades territoriales de la República (Aprobado).[7]
- Medidas de protección a las víctimas de la violencia (Aprobado).[8]
- Normas para la protección social de las parejas del mismo sexo (Archivado).[9]
- Declara Patrimonio Cultural y Artístico de la República de Colombia al Festival Internacional de Poesía de Medellín (Aprobado).[10]
- Organizar el concurso de méritos para la elección del Registrador Nacional del Estado Civil (Aprobado).[11]
- Normas del régimen especial de carrera administrativa fiscal de las contralorías territoriales (Aprobado).[12]

## Carrera política
Su trayectoria política se ha identificado por:

### Partidos políticos
A lo largo de su carrera ha representado los siguientes partidos:
| Partido político | Fecha Inicio        | Fecha Fin |
| Partido Liberal  | 20 de julio de 1998 |           |

### Cargos públicos
Entre los cargos públicos ocupados por Guillermo Gaviria Zapata, se identifican:
| Cargo público             | Partido político | Fecha Inicio        | Fecha Fin           |
| Senador de la República   | Partido Liberal  | 20 de julio de 2002 | 19 de julio de 2006 |
| Representante a la Cámara | Partido Liberal  | 20 de julio de 1998 | 19 de julio de 2002 |